# Кам'яне кріплення
Кріплення кам’яне (рос. крепь каменная, англ. stone support, нім. Steinausbau m) – кріплення гірниче, виконане з гірських порід або штучних матеріалів (цегла, бетонні або шлакові камені). Застосовують у гірничих виробках із великим строком служби, при значному гірничому тиску. К.к. поділяють: за характером роботи - на жорстке і податливе, за видами конструкції - на суцільне і арочне (кільцеве). У горизонтальних виробках найчастіше застосовують К.к. з бетонного каменю зі склепінчастим перекриттям і прямими стінами (бетонне кріплення). Товщина К.к. 30-50 см, підмурівки заглиблюють в ґрунт виробки на 70-30 см. Для кладки прямих стін застосовують прямокутні бетоніти вагою 20-45 кг, для спорудження кріплення криволінійної форми - клиноподібні. Тримкість суцільного циліндричного бетонітового К.к. до 17,5 МПа. Переваги К.к.- здатність сприймати тиск відразу після зведення, однак наявність великого числа швів знижує міцність і монолітність К.к.